# 若纳斯·埃内里
若纳斯·埃内里（法語：Jonas Ennery，法語發音：[ʒɔnas ɛnʁi]；1801年1月2日—1863年5月30日）出生於今天法國大東部大區默爾特-摩澤爾省的南錫，因為關心猶太教的信仰，從資深教師轉而投入政治，成為下萊茵省的議員。

## 生平
他在斯特拉斯堡的猶太學校任教廿六年，後來成為該校的校長，1849年發生反猶太主義之後，若纳斯·埃内里成為下萊茵省的議員，1851年法國政變之後，他選擇抵抗新政權的體制，以至於1852年遭到終身流放之刑，之後選擇前往比利時布魯塞爾繼續執教鞭到過世。
他的哥哥是法國猶太教首席拉比马尔尚·埃内里。